# Ommata fritschei
Ommata fritschei är en skalbaggsart som beskrevs av Pierre Émile Gounelle 1913. Ommata fritschei ingår i släktet Ommata och familjen långhorningar. Inga underarter finns listade i Catalogue of Life.